# Árquitas de Mitilene
Árquitas (en griego antiguo: Ἀρχύτας, pronunc. Árquitas) fue un músico nacido en Mitilene, Grecia antigua, que ejecutaba el aulós, quien pudo haber sido el autor del trabajo Περὶ Αὐλῶν ("perí aulón").